# Shlomo Sternberg
Pour les articles homonymes, voir Sternberg.
Shlomo Zvi Sternberg, en hébreu : שלמה צבי שטרנברג, né le 20 novembre 1936 et mort le 23 août 2024, est un mathématicien et professeur américain, connu pour son travail en géométrie et en géométrie symplectique. Rabbin orthodoxe, il est connu pour ses cours de Talmud.

## Biographie
À l'âge de 18 ans, Shlomo Sternberg termine un B.Sc. en mathématiques de  l'université Johns-Hopkins.
Shlomo Sternberg soutient sa thèse en 1955 à l'université Johns-Hopkins, sous la direction d'Aurel Wintner.
Il fait son post-doctorat à l'université de New York (1956-1957).
Le rabbin Hershel Schachter de l'université Yeshiva le mentionne, le 20 avril 2018, comme « un grand génie dans l'étude (judaïsme)  et en mathématiques » qui a publié une étude il y a environ vingt ans où il note que le rabbin Joseph B. Soloveitchik lui avait demandé de faire une recherche sur l'espadon. Il montre les écailles de ce poisson au rabbin Soloveitchik. Ce dernier conclut que cette espèce est kacher.
Shlomo Sternberg est l'époux depuis 1958 de la peintre Aviva Green,.
Shlomo Sternberg meurt le 23 août 2024 à l'âge de 88 ans. Ses funérailles se déroulent au cimetière Eretz HaChayim à Beit Shemesh, en Israël, le 25 août 2024.

## Œuvres
- Shlomo Zvi Sternberg & Lynn Harold Loomis. Advanced Calculus. Revised Edition. World Scientific Publishing. 2014.  (ISBN 9789814583923)
- Victor Guillemin et Shlomo Sternberg. Semi-Classical Analysis. International Press of Boston, 2013.  (ISBN 9781571462763)
- Shlomo Sternberg. Lectures on Symplectic Geometry.  (en mandarin). Lectures notes of Mathematical Science Center of Tsingua University, International Press of Boston, 2012.  (ISBN 9787302294986)
- Shlomo Sternberg. Curvature in Mathematics and Physics. Dover Publications. 2012.  (ISBN 9780486478555)
- Shlomo Sternberg. Dynamical Systems. Dover Publications. 2010.  (ISBN 9780486477053)
- Shlomo Sternberg. Lie algebras. Harvard University. 2004. Shlomo Sternberg. Lie algebras. N'est plus disponible online.
- Victor Guillemin et Shlomo Sternberg, Supersymmetry and Equivariant de Rham Theory. Springer Verlag. 1999.  (ISBN 9783540647973)
- Victor Guillemin, Eugene Lerman et Shlomo Sternberg, Symplectic Fibrations and Multiplicity Diagrams. Cambridge University Press. 1996.